# Barva moci
Barva moci (v anglickém originále Shots Fired) je americký televizní seriál vysílaný na stanici Fox v roce 2017. První díl byl premiérově představen 22. března 2017. Režisérkou prvního dílu byla Gina Prince-Bythewood, dalších dílů pak například Kasi Lemmons, Jonathan Demme a Malcolm D. Lee. Seriál sleduje vyšetřování vraždy neozbrojeného bílého muže, který byl zastřelen africkoamerickým policistou. Vyšetřovatelé se během studia vraždy dozví o vraždě afroamerického mladíka, kterou policie ignorovala. V seriálu hráli například Sanaa Lathan, Helen Hunt a Richard Dreyfuss.

## Vysílání
| Řada | Díly | Premiéra v USA  | Premiéra v USA  | Premiéra v ČR     | Premiéra v ČR  |
| Řada | Díly | První díl       | Poslední díl    | První díl         | Poslední díl   |
| ---- | ---- | --------------- | --------------- | ----------------- | -------------- |
| 1    | 10   | 22. března 2017 | 24. května 2017 | 28. července 2018 | 26. srpna 2018 |